# Poseidon (izmišljena ladja)
Poseidon je izmišljena čezatlantska potniška ladja, ki se je prvič pojavila v romanu Poseidonova pustolovščina avtorja Paula Gallica iz leta 1969 in kasneje še v štirih filmih, režiranih po romanu. Ladja je dobila ime po grškem bogu morij Pozejdonu.
V romanu in v vseh filmih se skupina preživelih poskuša prebiti do prevrnjenega vrha ladje v upanju, da se bodo rešili z ladje in prišli na varno. 

## Filmi
- Poseidonova pustolovščina (1972)

- Stran Poseidonove pustolovščine (1979)

- Poseidonova pustolovščina (2005)

- Poseidon (2006)